# Sebastián Saja
Diego Sebastián Saja (Brandsen, Provincia de Buenos Aires, Argentina; 5 de junio de 1979) es un exfutbolista y entrenador argentino. Jugó como guardameta en San Lorenzo y Racing Club. Actualmente se desempeña como director deportivo del Racing Club de la Primera División de Argentina.
Durante su carrera ha conseguido grandes logros, ganar la Copa Mercosur 2001 y la Copa Sudamericana 2002 con San Lorenzo de Almagro, ser escogido el arquero del Equipo Ideal de América del año 2002 y el Campeonato de Primera División 2014 con Racing Club de Avellaneda, luego de 13 años sin títulos para el club. Se retiró como futbolista en el Real Zaragoza. 
Además fue entrenador del Club Guaraní del Paraguay en 2018 y entrenador del Club Agropecuario Argentino también en 2018.
Fue internacional con la selección de fútbol de Argentina con la que disputó 4 partidos. También logró conseguir campeonato sudamericano de 1999 estando en la categoría sub-20.

## Biografía
Surgió en Club Atlético y Progreso de Brandsen, continuó su carrera en las divisiones inferiores de Club Atlético San Lorenzo de Almagro, donde pasó los años de su adolescencia. Antes de debutar en la primera del club, fue arquero de la Selección Sub-20, siendo uno de los porteros que José Néstor Pekerman y Hugo Tocalli más destacaban en su tiempo.

### San Lorenzo de Almagro
El 1 de octubre del 2000 por el Torneo Apertura, San Lorenzo recibía a Vélez Sarsfield en el Estadio Pedro Bidegain. El arquero del Ciclón era Gustavo Campagnuolo, pero en una jugada desafortunada provocó una falta fuera del área que se desencadenó en su expulsión. Entonces, Saja, surgido de inferiores, ingresó en su lugar con la camiseta número 23 y tuvo un debut soñado a pesar de que su equipo finalmente cayó por la mínima diferencia.
La llegada de Manuel Pellegrini le devolvió la titularidad a Campagnuolo, hasta que una lesión le permitió a Saja regresar ante Estudiantes de La Plata. Estando 0-0 le tapó un penal a Ernesto Farías, el equipo ganó 5-0 y rumbeó para el título. Seis meses después se lució ante Flamengo, por las finales de la Copa Mercosur 2001: Atajador y gran ejecutor de penales y primer título internacional del club. En 2002 anotó un gol de penal en el 4-0 ante Atlético Nacional por la final de la Copa Sudamericana: pura personalidad. En 2003 partió a Europa.

### Paso por Europa
En 2003, Saja fue cedido a préstamo al Brescia, con el que disputó la primera parte de la temporada 2003-04. A mitad de temporada pasó al Rayo Vallecano de la Segunda División española, en el que fue titular pero no pudo evitar el descenso a Segunda División B. Durante la siguiente temporada pasó a otro club de Segunda División, el Córdoba, con el que también descendió de categoría.

### América de México
El portero argentino llegó al Club América en 2006 con la esperanza de ser el reemplazo de Guillermo Ochoa.
Sin embargo, solo jugó cuatro partidos antes de ser despedido debido a sus malas actuaciones.

### Regreso a San Lorenzo
Saja regresó a San Lorenzo, en donde ganó 3 títulos y anotó cinco goles. Sin embargo, al no ser tenido en cuenta por el nuevo entrenador, Ramón Díaz, fue cedido una vez más, esta vez al Grêmio de Porto Alegre.

### Grêmio
Llegó a Grêmio de Porto Alegre y se destacó rápidamente ganándose el cariño de los hinchas. Fue campeón del Campeonato Gaúcho 2007 y finalista de la Copa Libertadores 2007, donde fue elegido el mejor arquero del torneo. Convirtió un gol en el club.

### AEK
Tras finalizar su contrato con Grêmio, Saja firmó un contrato por un año con opción a 3 años más con el AEK de Atenas. El 31 de mayo de 2009 el club hace uso de la opción y así firmó por 3 años más. En 2011, ayudó al equipo capitalino a conquistar la Copa de Grecia.

### Racing Club
En 2011 fichó para Racing Club por 3 temporadas. En su primer torneo con la entidad de Avellaneda, fue una parte fundamental del equipo subcampeón del Torneo Apertura 2011, siendo el segundo arquero menos batido del torneo detrás de Agustín Orión. Sus ocho goles en contra en 19 partidos disputados lo convirtieron en el arquero de Racing con menos goles recibidos en un torneo corto, batiendo la marca anterior de nueve goles lograda por Carlos Roa en el Clausura 1992. Fue el principal artífice de que Racing llegara a la final de la Copa Argentina 2012. Tras la salida de Claudio Yacob del primer equipo, Saja se convirtió en el capitán del conjunto académico.
El arquero marcó su primer gol en Racing Club contra su exequipo, San Lorenzo de Almagro, en la victoria por 4-0 en el Torneo Inicial 2012. Marcó su segundo gol en Racing Club frente a Godoy Cruz en el empate 1-1 por la 15ª fecha del Torneo Final 2013. Marcó su tercer gol dos fechas después, frente a Boca Juniors en la victoria 2-0 por el Torneo Final 2013. Tiene 6 goles en el club, todos de penal. También logró ser el goleador de Racing Club con 3 goles, todos de penal, en el Torneo Final 2014
El 14 de diciembre de 2014 se consagró campeón con Racing Club, en el Campeonato de Primera División 2014, jugando 18 partidos, atajando un penal ante Quilmes Atlético Club y siendo figura en Racing Club por mantener la valla invicta durante las últimas 7 fechas del Torneo de Transición 2014. Su valla invicta comenzó en el 1-1 contra Olimpo en la fecha 13 en el minuto 1 del segundo tiempo. En 2015 Sebastián Saja con sus 587 minutos superó el récord de valla invicta en Racing que ostentaba el legendario Agustín Mario Cejas (584 minutos), desde hacía 49 años. Pero en una jugada desafortunada, al minuto de haber cumplido este récord, recibió un gol.
El 26 de mayo del 2016 anuncia que no renovará contrato con Racing Club y se retira del fútbol argentino para continuar su carrera en el fútbol del exterior, jugando su último partido con la camiseta de Racing, en lo que fue victoria para la Academia por 2-0 frente a Gimnasia y Tiro de Salta el 25 de mayo del 2016, por Copa Argentina. 
Tras su expeditiva salida de la Academia, a los 37 años, Saja eligió la tranquilidad de Tarragona, España para sus últimas atajadas, con el buzo de Gimnastic, un club de la segunda división de aquel país. Por último pasó por el Real Zaragoza, en 2017, para finalmente retirarse de la actividad de jugador.

## Selección nacional
Fue internacional con la Selección de fútbol de Argentina en 4 partidos: (vs. Gales 1-1; vs. Honduras 3-1; vs. México 1-0; vs. Estados Unidos 1-0). También ha disputado en distintas categorías juveniles con la albiceleste.

## Estadísticas

### Como jugador
- Actualizado hasta el 10 de junio de 2017.

| Club                    | Div.                | Temporada           | Liga  | Liga  | Liga   | Copas Nacionales | Copas Nacionales | Copas Nacionales | Torneos Internacionales | Torneos Internacionales | Torneos Internacionales | Total | Total | Total  | Media goleadora(1) |
| Club                    | Div.                | Temporada           | Part. | Goles | Encaj. | Part.            | Goles            | Encaj.           | Part.                   | Goles                   | Encaj.                  | Part. | Goles | Encaj. | Media goleadora(1) |
| ----------------------- | ------------------- | ------------------- | ----- | ----- | ------ | ---------------- | ---------------- | ---------------- | ----------------------- | ----------------------- | ----------------------- | ----- | ----- | ------ | ------------------ |
| San Lorenzo Argentina   | 1.ª                 | 2000-01             | 23    | 0     | -20    | -                | -                | -                | 6                       | 0                       | -10                     | 29    | 0     | -30    | 0,00               |
| San Lorenzo Argentina   | 1.ª                 | 2001-02             | 34    | 1     | -41    | -                | -                | -                | 18                      | 0                       | -19                     | 52    | 1     | -60    | 0,01               |
| San Lorenzo Argentina   | 1.ª                 | 2002-03             | 33    | 5     | -49    | -                | -                | -                | 8                       | 1                       | -10                     | 41    | 6     | -59    | 0,14               |
| San Lorenzo Argentina   | 1.ª                 | 2003                | 3     | 0     | -4     | -                | -                | -                | 1                       | 0                       | 0                       | 4     | 0     | -4     | 0,00               |
| San Lorenzo Argentina   | Total club          | Total club          | 93    | 6     | -114   | -                | -                | -                | 34                      | 1                       | -39                     | 126   | 7     | -153   | 0,05               |
| Brescia · Italia        | 1.ª                 | 2003                | 4     | 0     | -8     | 1                | 0                | -1               | -                       | -                       | -                       | 5     | 0     | -9     | 0,00               |
| Brescia · Italia        | Total club          | Total club          | 4     | 0     | -8     | 1                | 0                | -1               | -                       | -                       | -                       | 5     | 0     | -9     | 0,00               |
| Rayo Vallecano · España | 2.ª                 | 2003-04             | 20    | 0     | -30    | -                | -                | -                | -                       | -                       | -                       | 20    | 0     | -30    | 0,00               |
| Rayo Vallecano · España | Total club          | Total club          | 20    | 0     | -30    | -                | -                | -                | -                       | -                       | -                       | 20    | 0     | -30    | 0,00               |
| Córdoba · España        | 2.ª                 | 2004-05             | 23    | 0     | -25    | -                | -                | -                | -                       | -                       | -                       | 23    | 0     | -25    | 0,00               |
| Córdoba · España        | Total club          | Total club          | 23    | 0     | -25    | -                | -                | -                | -                       | -                       | -                       | 23    | 0     | -25    | 0,00               |
| América · México        | 1.ª                 | 2005                | 4     | 0     | -6     | -                | -                | -                | -                       | -                       | -                       | 4     | 0     | -6     | 0,00               |
| América · México        | Total club          | Total club          | 4     | 0     | -6     | -                | -                | -                | -                       | -                       | -                       | 4     | 0     | -6     | 0,00               |
| San Lorenzo Argentina   | 1.ª                 | 2005-06             | 33    | 5     | -51    | -                | -                | -                | -                       | -                       | -                       | 33    | 5     | -51    | 0,15               |
| San Lorenzo Argentina   | 1.ª                 | 2006                | 18    | 0     | -33    | -                | -                | -                | -                       | -                       | -                       | 18    | 0     | -33    | 0,00               |
| San Lorenzo Argentina   | Total club          | Total club          | 51    | 5     | -84    | -                | -                | -                | -                       | -                       | -                       | 51    | 5     | -84    | 0,09               |
| Grêmio · Brasil         | 1.ª                 | 2007                | 45    | 1     | -49    | -                | -                | -                | 14                      | 0                       | -15                     | 59    | 1     | -64    | 0,01               |
| Grêmio · Brasil         | Total club          | Total club          | 45    | 1     | -49    | -                | -                | -                | 14                      | 0                       | -15                     | 59    | 1     | -64    | 0,01               |
| AEK Atenas · Grecia     | 1.ª                 |                     |       |       |        |                  |                  |                  |                         |                         |                         |       |       |        |                    |
| AEK Atenas · Grecia     | 1.ª                 | 2008-09             | 35    | 0     | -29    | 5                | 0                | -7               | 2                       | 0                       | -3                      | 42    | 0     | -39    | 0,00               |
| AEK Atenas · Grecia     | 1.ª                 | 2009-10             | 27    | 0     | -25    | 1                | 0                | -1               | 8                       | 0                       | -11                     | 36    | 0     | -37    | 0,00               |
| AEK Atenas · Grecia     | 1.ª                 | 2010-11             | 27    | 0     | -34    | 6                | 0                | -3               | 6                       | 0                       | -9                      | 39    | 0     | -46    | 0,00               |
| AEK Atenas · Grecia     | Total club          | Total club          | 89    | 0     | -88    | 12               | 0                | -11              | 16                      | 0                       | -23                     | 117   | 0     | -122   | 0,00               |
| Racing Club Argentina   | 1.ª                 | 2011-12             | 38    | 0     | -35    | 4                | 0                | -2               | -                       | -                       | -                       | 42    | 0     | -37    | 0,00               |
| Racing Club Argentina   | 1.ª                 | 2012-13             | 35    | 3     | -26    | -                | -                | -                | -                       | -                       | -                       | 35    | 3     | -26    | 0,08               |
| Racing Club Argentina   | 1.ª                 | 2013-14             | 36    | 3     | -47    | -                | -                | -                | 2                       | 0                       | -4                      | 38    | 3     | -51    | 0,07               |
| Racing Club Argentina   | 1.ª                 | 2014                | 18    | 0     | -14    | 2                | 0                | -1               | -                       | -                       | -                       | 20    | 0     | -15    | 0,00               |
| Racing Club Argentina   | 1.ª                 | 2015                | 31    | 1     | -25    | 5                | 0                | -3               | 10                      | 0                       | -10                     | 46    | 1     | -38    | 0,02               |
| Racing Club Argentina   | 1.ª                 | 2016                | 12    | 0     | -24    | 1                | 0                | 0                | 9                       | 0                       | -9                      | 22    | 0     | -33    | 0,00               |
| Racing Club Argentina   | Total club          | Total club          | 170   | 7     | -171   | 12               | 0                | -6               | 21                      | 0                       | -23                     | 203   | 7     | -200   | 0,03               |
| Gimnàstic · España      | 2.ª                 | 2016                | 10    | 0     | -13    | 1                | 0                | -3               | -                       | -                       | -                       | 11    | 0     | -16    | 0,00               |
| Gimnàstic · España      | Total club          | Total club          | 10    | 0     | -13    | 1                | 0                | -3               | -                       | -                       | -                       | 11    | 0     | -16    | 0,00               |
| Real Zaragoza · España  | 2.ª                 | 2017                | 6     | 0     | -9     | -                | -                | -                | -                       | -                       | -                       | 6     | 0     | -9     | 0,00               |
| Real Zaragoza · España  | Total club          | Total club          | 6     | 0     | -9     | -                | -                | -                | -                       | -                       | -                       | 6     | 0     | -9     | 0,00               |
| Total en su carrera     | Total en su carrera | Total en su carrera | 515   | 19    | -597   | 26               | 0                | -21              | 85                      | 1                       | -100                    | 625   | 20    | -718   | 0,03               |

#### Goles
| \| N.º \| Fecha \| Rival \| Competición \| Jornada \| Resultado parcial \| Resultado final \| \| --- \| -------- \| ------------ \| ------------------- \| ------- \| ----------------- \| --------------- \| \| 1 \| 20/10/12 \| San Lorenzo \| Torneo Inicial 2012 \| 9 \| 1-0 \| 4-0 \| \| 2 \| 26/05/13 \| Godoy Cruz \| Torneo Final 2013 \| 15 \| 1-0 \| 1-1 \| \| 3 \| 09/06/13 \| Boca Juniors \| Torneo Final 2013 \| 17 \| 2-0 \| 2-0 \| \| 4 \| 22/02/14 \| Arsenal \| Torneo Final 2014 \| 4 \| 1-1 \| 1-3 \| \| 5 \| 09/03/14 \| Boca Juniors \| Torneo Final 2014 \| 7 \| 1-1 \| 1-2 \| \| 6 \| 22/03/14 \| Belgrano \| Torneo Final 2014 \| 9 \| 1-0 \| 2-0 \| \| 7 \| 18/10/15 \| Boca Juniors \| Campeonato 2015 \| 28 \| 3-1 \| 3-1 \| |          |              |                     |         |                   |                 |
| N.º | Fecha    | Rival        | Competición         | Jornada | Resultado parcial | Resultado final |
| 1 | 20/10/12 | San Lorenzo  | Torneo Inicial 2012 | 9       | 1-0               | 4-0             |
| 2 | 26/05/13 | Godoy Cruz   | Torneo Final 2013   | 15      | 1-0               | 1-1             |
| 3 | 09/06/13 | Boca Juniors | Torneo Final 2013   | 17      | 2-0               | 2-0             |
| 4 | 22/02/14 | Arsenal      | Torneo Final 2014   | 4       | 1-1               | 1-3             |
| 5 | 09/03/14 | Boca Juniors | Torneo Final 2014   | 7       | 1-1               | 1-2             |
| 6 | 22/03/14 | Belgrano     | Torneo Final 2014   | 9       | 1-0               | 2-0             |
| 7 | 18/10/15 | Boca Juniors | Campeonato 2015     | 28      | 3-1               | 3-1             |

### Como entrenador
| Equipo       | País      | Año   | PJ | V | E | D  | Gf | Ge | Dif | Efectividad |
| ------------ | --------- | ----- | -- | - | - | -- | -- | -- | --- | ----------- |
| Guaraní      | Paraguay  | 2018  | 13 | 4 | 1 | 8  | 21 | 23 | -2  | 33.33%      |
| Agropecuario | Argentina | 2018  | 6  | 2 | 2 | 2  | 5  | 5  | 0   | 44.44%      |
| Total        | Total     | Total | 19 | 6 | 3 | 10 | 26 | 28 | -2  | 36.84%      |

- Actualizado el 31 de agosto de 2018.

## Palmarés

### Campeonatos regionales
| Título            | Equipo | Región             | Año  |
| ----------------- | ------ | ------------------ | ---- |
| Campeonato Gaúcho | Grêmio | Río Grande del Sur | 2007 |

### Campeonatos nacionales
| Título           | Equipo      | País      | Año     |
| ---------------- | ----------- | --------- | ------- |
| Primera División | San Lorenzo | Argentina | C-2001  |
| Copa de Grecia   | AEK Atenas  | Grecia    | 2010-11 |
| Primera División | Racing Club | Argentina | 2014    |

### Campeonatos internacionales
| Título            | Equipo      | Sede         | Año  |
| ----------------- | ----------- | ------------ | ---- |
| Copa Mercosur     | San Lorenzo | Buenos Aires | 2001 |
| Copa Sudamericana | San Lorenzo | Buenos Aires | 2002 |

### Campeonatos amistosos
| Título                                     | Equipo      | País      | Año  |
| ------------------------------------------ | ----------- | --------- | ---- |
| Copa 98 Aniversario de Santamarina         | Racing Club | Argentina | 2012 |
| Copa Provincia de Buenos Aires             | Racing Club | Argentina | 2012 |
| Copa Centenario Liga Marplatense de Fútbol | Racing Club | Argentina | 2013 |
| Copa Ciudad de Mar del Plata               | Racing Club | Argentina | 2014 |
| Copa Ciudad de Mar del Plata               | Racing Club | Argentina | 2015 |
| Copa Ciudad de Avellaneda                  | Racing Club | Argentina | 2015 |
| Copa Ciudad de Avellaneda                  | Racing Club | Argentina | 2016 |

Otros logros:
- Subcampeón de la Copa Libertadores 2007 con Grêmio.
- Subcampeón del Torneo Apertura 2011 con Racing Club.
- Subcampeón de la Copa Argentina 2012 con Racing Club.

### Distinciones individuales
| Distinción                        | Año  |
| --------------------------------- | ---- |
| Parte del Equipo Ideal de América | 2002 |
| Premios Clarín Consagración       | 2012 |